# Jean Lascaris Calophéros
Pour les articles homonymes, voir Lascaris (homonymie).
Jean Lascaris Calophéros (en grec byzantin Ἰωάννης Λάσκαρης ὁ Καλόφερος), né vers 1325/30, mort à Chypre en 1392, est un aristocrate byzantin ayant surtout vécu dans les États latins de la Méditerranée de l'époque, rallié à l'Église catholique, grand brasseur d'affaires et diplomate au service notamment de la papauté.

## Biographie
On ignore quel était son lien de parenté avec la famille de l'empereur Théodore Ier Lascaris (regn. 1205-1221). En tout cas, il est sûr que lui, son frère le moine, puis protosyncelle de Constantinople, Maxime Calophéros, et sa sœur Eudocie appartenaient à une famille de la haute aristocratie byzantine, jouissant d'une grande fortune. C'était un grand ami de Démétrios Cydonès, qui lui adresse treize lettres de sa correspondance conservée, et dont il partagea les options politico-religieuses pro-occidentales.
En 1362/63, il épousa Marie, fille de Mathieu Cantacuzène (et petite-fille de l'empereur Jean VI), un mariage qui contraria et inquiéta fortement l'empereur régnant Jean V Paléologue, à tel point que Calophéros fut forcé de s'exiler en 1363 et ne remit plus ensuite les pieds en terre d'Empire. L'union ne fut jamais consommée. La réaction de Jean V montre que la famille Calophéros était assez noble pour que le mariage ne soit pas une mésalliance pour les Cantacuzènes, et que d'autre part sa fortune pouvait constituer une menace pour la dynastie régnante. Malgré cet exil, l'empereur ne priva d'ailleurs Calophéros ni de son rang sénatorial, ni de sa fortune.
Calophéros se lia peu après d'amitié avec le roi Pierre Ier de Chypre, sans doute à Venise, où ce roi se rendit à la recherche d'alliés et de fonds pour mettre sur pied une croisade (il débarqua à Venise le 11 novembre 1364). Le roi donna à Calophéros une lettre de recommandation pour être reçu par le pape, et le noble byzantin se trouvait à Avignon le 18 avril 1365. À cette date, comme Cydonès, il était déjà rallié à la papauté. À sa demande, Urbain V le recommanda par lettre au doge de Gênes Gabriele Adorno, puis aux autorités de la colonie génoise de Péra (15 juillet 1365) : en effet, à cette date, Calophéros voulait s'installer à Péra pour obtenir ensuite sa grâce de l'empereur. À partir de ce moment, Calophéros allait se mettre à plusieurs reprises au service de la papauté.
Mais en fait, Calophéros accompagna le roi Pierre Ier, le 27 juin 1365, quand il quitta Venise pour retourner à Chypre. Peu après, début octobre, il se trouvait dans la galère du roi, avec les proches de celui-ci, pendant la « croisade d'Alexandrie », qui fut un simple raid de pillage, avec un gros butin. Ensuite, il joua un rôle très important dans le royaume de Chypre sous le règne de Pierre Ier, comme le montre la chronique de Léonce Machéras. Il participa à plusieurs expéditions navales sur la côte sud de l'Asie mineure, comme commandant d'une galère de la flotte royale. En 1367, il épousa Marie de Mimars, veuve du noble chypriote Jean de Soissons ; celle-ci s'obligea curieusement envers lui pour la somme considérable de 243 567 besants de Chypre, puis, ne pouvant s'exécuter, elle assigna tous les biens qu'elle détenait en gage à son mari ; en fait, il s'agissait très probablement d'un subterfuge, visant à assurer à Calophéros la jouissance de biens que sa nouvelle épouse détenait en douaire, et qu'ils ne puissent faire retour aux héritiers légitimes de Jean de Soissons. Toute l'opération (y compris le mariage lui-même) ne put se mener qu'avec le soutien du roi Pierre Ier. Celui-ci avait octroyé à Calophéros le fief de Siria, dans le diocèse de Limassol.
Pierre Ier fut assassiné le 19 janvier 1369. Marie de Mimars mourut peu après (avant août 1370). Aussitôt Janot de Soissons et ses beaux-frères, Baudouin de Nores (mari de sa sœur Alise) et Léon de Lusignan (mari de sa sœur Marguerite) s'emparèrent par la force des biens et revenus qu'avaient détenus la défunte, et ils répudièrent la dette qu'elle avait contractée auprès de Calophéros. Sans doute pendant l'été 1370, ce dernier fut emprisonné sur une accusation de complot avec les Génois : en fait c'est la reine veuve Éléonore qui, accusant son beau-frère Jean, prince d'Antioche, d'être responsable de l'assassinat de son époux, avait fait appel aux Génois, mais Calophéros était sans doute de mèche avec elle. Pendant cette incarcération, les héritiers de Jean de Soissons obtinrent un verdict favorable à leur cause de la Haute Cour de justice du royaume.
La papauté s'activa rapidement pour obtenir la libération de Calophéros : le pape Urbain V, avant sa mort le 19 décembre 1370, avait déjà fait deux démarches auprès du prince d'Antioche, vrai détenteur du pouvoir. Calophéros était encore en prison le 1er mai 1371, ainsi qu'en témoigne une nouvelle lettre de Grégoire XI ; il fut sans doute libéré au cours de l'année 1372 et quitta Chypre, chargé par la reine Éléonore d'une lettre pour son père le franciscain Pierre d'Aragon. Il s'arrêta en chemin en Morée, et le 20 février 1373 il se trouvait à Avignon auprès du pape Grégoire XI.
Calophéros avait été dépouillé aussi des fiefs que Pierre Ier lui avait octroyés directement, et la curie pontificale intervint ensuite dès le 23 mars 1373, puis le 9 juin, pour lui faire restituer ses biens. L'affaire fut confiée au cardinal Jean de Blauzac, qui cassa les jugements portés contre Calophéros, et condamna Janot de Soissons à 1 000 florins d'or de dédommagement, et aux dépens ; quant aux deux beaux-frères Baudouin de Nores et Léon de Lusignan, il les condamna chacun à payer 41 575 besants au Byzantin, et aussi aux dépens, tout en réservant les droits de Calophéros sur les biens de Marie de Mimars. Le 23 novembre 1374, Grégoire XI s'adressa au doge de Gênes Domenico de Campofregoso, et le 24 novembre au roi Pierre II de Chypre, à la reine-mère Éléonore et au régent Jean d'Antioche pour leur demander d'agir pour que les verdicts du cardinal soient exécutés.
Pendant ce temps, en 1373 et 1374, Calophéros avait rempli différentes missions diplomatiques pour le compte du pape, entre autres auprès du roi de France Charles V, d'ailleurs restées infructueuses. Au début de l'année 1375, le pape le missionna à Gênes et à Chypre pour participer aux négociations de paix entre ces deux États. À Chypre, le régent Jean d'Antioche fut assassiné en mars 1375, ce qui rendait la situation plus favorable pour lui. Mais en mai, alors qu'il se trouvait à Gênes, il y fut incarcéré sur la base d'une accusation lancée par Janot de Soissons, qui y était comme otage chypriote, et les réseaux pontificaux durent encore se mobiliser pour le faire libérer. Le 30 avril 1376 encore, Grégoire XI écrivait aux évêques de Nicosie et de Rhodes de s'activer pour faire exécuter les jugements de la justice ecclésiastique en faveur de Calophéros. 
À une date postérieure inconnue (avant 1388), un accord à l'amiable finit par être conclu entre ce dernier, Janot de Soissons et Baudouin de Nores. En revanche, aucun accord n'intervint avec Léon de Lusignan, devenu en 1373 le roi Léon VI d'Arménie. Mais sa capitale, Sis, tomba le 14 avril 1375 aux mains des Mamelouks, et la famille royale fut emmenée en captivité au Caire, où la reine, Marguerite de Soissons, et deux des enfants moururent. Léon de Lusignan ne fut libéré qu'après versement d'une très forte rançon en octobre 1382. Ayant perdu son royaume, il était bien décidé à faire valoir ses droits sur ses anciens biens. Il obtint notamment l'appui du roi Jean Ier d'Aragon, qui le 30 août 1387 se fendit d'une lettre à Jacques Ier de Chypre pour qu'il lui envoie copie du jugement rendu par la Haute Cour de l'île, au temps du régent Jean d'Antioche, au sujet du différend entre Marguerite de Soissons et Calophéros.
En s'arrêtant en Morée, en 1372, Calophéros y avait contracté un troisième mariage, avec Lucie, fille d'Érard III le Maure, seigneur d'Arcadia, l'un des principaux barons de la Morée franque ; le contrat fut signé, la noce eut lieu, mais apparemment Érard et Calophéros se brouillèrent juste après, car le second repartit vers l'Occident sans sa nouvelle épouse. Arrivé à Avignon (en février 1373), il s'en plaignit au pape, qui intervint là-dessus aussi de manière répétée : en écrivant dès le 23 mars à l'évêque de Modon, puis en demandant à l'archevêque de Naples d'enquêter sur l'affaire, puis en écrivant directement à Érard le 24 novembre 1374, et le même jour à la reine Jeanne de Naples, suzeraine de la Morée franque ; il ordonna aux évêques de Modon et de Coron d'engager une procédure contre Érard s'il s'entêtait à ne pas vouloir exécuter le contrat de mariage. Un procès eut lieu en 1375 devant Bernard de Rodez, archevêque de Naples, qui ordonna à Érard de livrer sa fille et le condamna à verser un dédommagement de 1 500 ducats à Calophéros. Ce dernier emmena sa femme, mais un appel fut interjeté début 1376 devant le cardinal Jean de Blauzac, qui confirma le verdict de l'archevêque.
À compter du 1er janvier 1376, Calophéros reçut une pension viagère de 100 florins par mois de la part de la papauté au titre du service diplomatique qu'il effectuait pour elle. Cependant, ce n'était pas l'essentiel de ses revenus : en plus de sa fortune familiale, c'était aussi un grand commerçant, expédiant des marchandises tout autour de la Méditerranée, exportant notamment de la soie, produite peut-être dans ses domaines. Le 7 novembre 1374, il obtint du pape un permis pour commercer avec le port d'Alexandrie et l'Égypte des Mamelouks (au plus six cargaisons pendant un an) ; dans le même cadre, il put embarquer cent personnes de son choix pour un pèlerinage en Terre-Sainte. Il obtint un autre permis analogue le 30 janvier 1376, et le 27 avril suivant il y eut un autre permis pour une durée de trois années. Le 7 septembre 1377, les permis furent renouvelés et étendus sur une durée de cinq ans. Divers documents confirment qu'il voyageait en permanence d'un bout à l'autre de la Méditerranée, y compris en Égypte, à la fois pour ses missions diplomatiques et (surtout) pour ses affaires. En 1381, la valeur totale de la soie vendue ou remise en commende, en quelques mois à peine, était de 5 520 ducats environ. 
Cette soie était produite notamment dans le Péloponnèse (Morée byzantine ou Morée franque). Entre 1381 et 1388, Calophéros fut mêlé à l'histoire troublée de la principauté franque (dominée à l'époque par la compagnie de Navarre), avec l'objectif précis de se tailler un domaine pour assurer la condition de son jeune fils Érard Lascaris. Fin 1381, il se fit attribuer le titre de comte de Céphalonie et de Zante par Jacques des Baux, qui venait d'être reconnu prince de Morée par la compagnie de Navarre et les barons locaux (dont son beau-père Érard le Maure). Mais ce titre resta purement théorique, car la famille Tocco (à cette époque la régente Maddalena Buondelmonti, mère du jeune Carlo Ier) ne se laissa pas déloger.
Calophéros était citoyen de la république de Gênes depuis une date ignorée des années 1370 (avant 1377) ; il devint citoyen de la république de Venise fin 1386 ou début 1387, sans doute parce que les Vénitiens étaient maîtres de Modon, en Morée, où il possédait une résidence. À la même époque il se rendait auprès du comte Amédée de Savoie, étant étroitement mêlé aux tractations diplomatiques visant à faire reconnaître celui-ci prince de Morée : il était apparemment mandaté par la Compagnie de Navarre et les barons. Le 11 avril 1387, habilement conseillé par Calophéros, le comte Amédée obtint de la curie d'Avignon (celle de Clément VII) l'annulation de la vente de la Morée à l'ordre de Saint-Jean de Jérusalem effectuée par Marie de Blois, régente du royaume de Naples ; il récompensa le Grec de ses bons services en lui attribuant d'avance (19 juillet 1387) un fief en Messénie (Port-de-Jonc et ses environs). En août 1387, Calophéros revenait à Venise pour sonder si le gouvernement de la République était disposé à soutenir la candidature d'Amédée. Un accord entre la république de Venise et Amédée de Savoie fut conclu le 26 septembre 1390 ; en décembre suivant, la Compagnie de Navarre et les barons de Morée envoyèrent une délégation à Amédée, et un accord fut trouvé le 5 juin 1391.
Il n'est plus question de Calophéros dans la dernière phase de ces pourparlers. Il quitta Venise fin février ou en mars 1390 pour se rendre à Chypre. Vers la même période, Démétrios Cydonès quitta Constantinople pour se rendre à Venise, où il resta jusqu'à la fin janvier ou février 1391, mais il n'y trouva pas son ami. Après son retour à Constantinople vers la mi-mars, il écrivit à Calophéros, qui se trouvait toujours à Chypre. Il y mourut l'année suivante, et sa mort était connue en Morée le 2 septembre 1392.
Calophéros avait rédigé un testament à Venise le 5 juillet 1388, document conservé et d'un grand intérêt. La liste des exécuteurs testamentaires est imposante : outre son beau-père Érard le Maure († 1388) et son fils Érard Lascaris († 1392, sa femme Lucie étant apparemment morte avant la rédaction du testament), on relève Démétrios Cydonès, Manuel Chrysoloras, et les deux personnages suivants, qui sont ses hommes de confiance et le noyau du groupe des exécuteurs : son notaire Henri Sluchert, et Démétrios Scaranos. Les sommes léguées sont exprimées en ducats vénitiens ou en besants de Chypre, et les intérêts de Calophéros dans ce dernier royaume étaient redevenus considérables: aussi, parmi les exécuteurs, peut-on relever le roi Jacques Ier de Chypre lui-même, ainsi que Pierre de Cafran, amiral du royaume. Érard Lascaris étant mort la même année que son père, les biens du défunt passèrent à la camera imprestitorum de la commune de Venise, conformément aux indications du testament. Cependant, le règlement de la succession fit l'objet de procédures pendant une bonne vingtaine d'années, à cause de l'apparition d'un faux testament d'Érard en faveur de sa famille moréote, et aussi de contestations de la part du gouvernement byzantin, revendiquant Calophéros comme un de ses sujets.